# Championnat d'Uruguay de football 1980
Navigation
Saison précédente Saison suivante
La saison 1980 du Championnat d'Uruguay de football est la 78e édition du championnat de première division en Uruguay. Les quatorze meilleurs clubs du pays sont regroupés au sein d'une poule unique, la Primera División, où ils s'affrontent deux fois au cours de la saison, à domicile et à l'extérieur. En fin de saison, le dernier du classement est relégué et remplacé par les deux meilleurs clubs de Primera B, la deuxième division uruguayenne.
C'est le Club Nacional de Football qui est sacré champion d'Uruguay cette saison après avoir terminé en tête du classement final, avec six points d’avance sur le Montevideo Wanderers et neuf sur le CA Peñarol, tenant du titre. C'est le 33e titre de champion d'Uruguay de l’histoire du club, qui réalise une saison exceptionnelle puisqu'il remporte également la Copa Libertadores 1980.

## Qualifications continentales
Les deux premiers de la Liguilla pré-Libertadores obtiennent leur billet pour la prochaine Copa Libertadores.

## Les clubs participants
| - CA Peñarol - Defensor Sporting Club - Club Nacional de Football - Club Atlético Bella Vista - Huracán Buceo - Club Atlético Progreso - Promu de D2 - Club Sportivo Miramar Misiones - Promu de D2 | - Danubio FC - CA Cerro - CA Rentistas - Centro Atlético Fénix - CA River Plate - Montevideo Wanderers - Institución Atlética Sud América |

## Compétition

### Classement
Le barème utilisé pour établir le classement est le suivant :
- Victoire : 2 points
- Match nul : 1 point
- Défaite : 0 point

| Rang | Équipe                           | Pts | J  | G  | N  | P  | Bp | Bc | Diff |
| ---- | -------------------------------- | --- | -- | -- | -- | -- | -- | -- | ---- |
| 1    | Club Nacional de FootballCL      | 41  | 26 | 19 | 3  | 4  | 53 | 21 | +32  |
| 2    | Montevideo Wanderers             | 35  | 26 | 13 | 9  | 4  | 36 | 16 | +20  |
| 3    | Club Atlético PeñarolT           | 32  | 26 | 12 | 8  | 6  | 33 | 23 | +10  |
| 4    | Club Atlético Bella Vista        | 31  | 26 | 11 | 9  | 6  | 43 | 30 | +13  |
| 5    | Defensor Sporting Club           | 30  | 26 | 12 | 6  | 8  | 35 | 27 | +8   |
| 6    | Club Atlético Cerro              | 28  | 26 | 8  | 12 | 6  | 32 | 28 | +4   |
| 7    | Institución Atlética Sud América | 26  | 26 | 9  | 8  | 9  | 39 | 32 | +7   |
| 8    | Danubio Fútbol Club              | 26  | 26 | 8  | 10 | 8  | 30 | 34 | -4   |
| 9    | Club Atlético ProgresoP          | 24  | 26 | 7  | 10 | 9  | 31 | 36 | -5   |
| 10   | Centro Atlético Fénix            | 22  | 26 | 7  | 8  | 11 | 29 | 39 | -10  |
| 11   | Club Sportivo Miramar MisionesP  | 20  | 26 | 6  | 8  | 12 | 24 | 31 | -7   |
| 12   | CA River Plate                   | 20  | 26 | 6  | 8  | 12 | 31 | 46 | -15  |
| 13   | Huracán Buceo                    | 17  | 26 | 5  | 7  | 14 | 19 | 33 | -14  |
| 14   | Club Atlético Rentistas          | 12  | 26 | 3  | 6  | 17 | 14 | 53 | -39  |

|  | Qualification pour la Copa Libertadores 1981                                    |
|  | Qualification pour la Liguilla pré-Libertadores                                 |
|  | Relégation directe en deuxième division                                         |
|  | CL : Vainqueur de la Copa Libertadores 1980 T : Tenant du titre P : Promu de D2 |

### Liguilla pré-Libertadores
Les six clubs qualifiés pour la Liguilla s'affrontent une nouvelle fois pour déterminer les deux clubs qualifiés pour la Copa Libertadores 1981.
| Rang | Équipe                           | Pts | J | G | N | P | Bp | Bc | Diff |  | Résultats (▼ dom., ► ext.)       | Peñ | BVi | Wan | Def | Cer | SAm |
| ---- | -------------------------------- | --- | - | - | - | - | -- | -- | ---- |  | -------------------------------- | --- | --- | --- | --- | --- | --- |
| 1    | Club Atlético Peñarol            | 8   | 5 | 3 | 2 | 0 | 11 | 5  | +6   |  | Club Atlético Peñarol            |     | 2-2 | 3-2 | 1-1 | 3-0 | 2-0 |
| 2    | Club Atlético Bella Vista        | 7   | 5 | 2 | 3 | 0 | 7  | 5  | +2   |  | Club Atlético Bella Vista        |     |     | 2-2 | 2-1 | 1-0 | 0-0 |
| 3    | Montevideo Wanderers             | 6   | 5 | 2 | 2 | 1 | 9  | 7  | +2   |  | Montevideo Wanderers             |     |     |     | 0-0 | 3-1 | 2-1 |
| 4    | Defensor Sporting Club           | 4   | 5 | 1 | 2 | 2 | 6  | 7  | -1   |  | Defensor Sporting Club           |     |     |     |     | 2-3 | 2-1 |
| 5    | Club Atlético Cerro              | 4   | 5 | 2 | 0 | 3 | 7  | 10 | -3   |  | Club Atlético Cerro              |     |     |     |     |     | 3-1 |
| 6    | Institución Atlética Sud América | 1   | 5 | 0 | 1 | 4 | 3  | 9  | -6   |  | Institución Atlética Sud América |     |     |     |     |     |     |

## Bilan de la saison
| Championnat d'Uruguay de football 1980 |                                       |
| Champion                               | Club Nacional de Football (33e titre) |
| Qualifications continentales           |                                       |
| Copa Libertadores 1981                 | Club Nacional de Football (tenant)    |
| Copa Libertadores 1981                 | Club Atlético Peñarol                 |
| Copa Libertadores 1981                 | Club Atlético Bella Vista             |
| Promotions et relégations              |                                       |
| Promus en Primera División             | Rampla Juniors                        |
| Promus en Primera División             | Liverpool FC                          |
| Relégués en Primera B                  | Club Atlético Rentistas               |